# Vasîlivka, Solone
Vasîlivka (în ucraineană Василівка) este localitatea de reședință a comunei Vasîlivka din raionul Solone, regiunea Dnipropetrovsk, Ucraina.

## Demografie
Componența lingvistică a localității Vasîlivka
     Ucraineană (80,85%)
     Rusă (16,58%)
     Alte limbi (0,71%)
Conform recensământului din 2001, majoritatea populației localității Vasîlivka era vorbitoare de ucraineană (80,85%), existând în minoritate și vorbitori de rusă (16,58%).